# Bala (Gwynedd)
Bala è un villaggio del Galles, situato nella contea di Gwynedd, che si affaccia sull'omonimo lago.

## Sport

### Calcio
La squadra principale della città è il Bala Town.